# Нели Блай
Нели Блай (на английски: Nellie Bly, 5 май 1864, Бърел Тауншип, Пенсилвания – 27 януари 1922, Ню Йорк) е псевдоним на Елизабет Джейн Кохран (Elizabeth Jane Cochran), по мъж Елизабет Кохран Сийман (Elizabeth Cochrane Seaman) – американска журналистка, писателка, бизнес магнат, изобретателка и благотворителна деятелка. Тя е пионер в полето си и създава нов вид разследваща журналистика – журналистика под прикритие. Освен това тя става световно известна със световния си рекорд за околосветско пътешествие за 72 дни от 14 ноември 1889 до 25 януари 1890 г., подражавайки на измисления герой на Жул Верн Филиас Фог, и с преструването си на умствено болна, за да разследва психиатрично заведение отвътре.
Едва 16-годишна, Елизабет написва опровержение към редактора на вестник „Питсбърг Диспач“, който има женомразка колонка, озаглавена „За какво са добри момичетата“. Нейните доводи впечатляват редактора и той ѝ предлага работа във вестника. По това време е характерно за жените авторки във вестници да се представят с псевдоними и Елизабет започва да пише под името Нели Блай, заето от едноименната песен на Стивън Фостър.

## Биография

### Произход и младежки години
Елизабет Джейн Кохран е родена в село Кохранс Милс, днес част от Бърел Тауншип в окръг Армстронг, Пенсилвания, на 5 май 1864 г. Тя е 13-то от 15-те деца на Майкъл Кохран (ок. 1810 – 1870). Баща ѝ започва като работник и мелничар, преди да купи местната мелница и по-голямата част от земята около семейната му ферма. По-късно става търговец, пощенски началник и съдебен сътрудник в Конхранс Милс (кръстен на негово име). Жени се два пъти. Има 10 деца от първата си съпруга Катрин Мърфи и още пет деца, включително Елизабет, от втората си съпруга Мери Джейн Кенеди. Преждевременната му смърт, когато Елизабет е само на шест години, прави финансовото състояние на семейството несигурно. Ситуацията не се подобрява, когато майка ѝ се омъжва повторно за мъж алкохолик и насилник. Самата Елизабет, още тийнейджърка, свидетелства срещу него по време на бракоразводното дело, заведено от майка ѝ.
Като младо момиче Елизабет често е наричана „Пинк“ („Розовка“), защото майка ѝ я облича само в розово. Когато става тийнейджърка, тя иска да се представи като по-изискана и зарязва прякора си, и сменя фамилията си на „Кохран“.
През 1879 г. се записва в Индиана Нормал Скул (сега Университет „Индиана“ на Пенсилвания) за един семестър, за да учи за учителка, но е принудена да напусне поради липсата на средства. През 1880 г. майка ѝ премества семейството в Алъгейни Сити, който по-късно е анексиран от Питсбърг. Елизабет търси безуспешно работа.

### Работа за вестник „Питсбърг Диспач“
През 1885 г. в колонка във вестник „Питсбърг Диспач“, озаглавена „За какво са добри момичетата“, се посочва, че момичетата са предназначени основно за раждане на деца и домакинска работа. Това кара Елизабет да напише отговор под псевдонима „Самотното момиче сираче“ (Lonely Orphan Girl). Редакторът Джордж Мадън е впечатлен от нейната страст и пуска обява с молба към авторката да се идентифицира. Когато Кохран се представя на редактора, той ѝ предлага възможността да напише материал за вестника, отново под псевдонима „Самотно момиче сираче“. Първата ѝ статия за вестника, озаглавена „The Girl Puzzle“ („Момичешката загадка“), твърди, че не всички жени биха се омъжили и че това, което е необходимо, са по-добри работни места за жените. Втората ѝ статия "Mad Marriages" („Луди бракове“) е за това как разводът засяга жените. В него Блай се застъпва за реформа на законите за развода. Статията е публикувана под псевдонима „Нели Блай“, а не „Самотно момиче сираче“, тъй като по онова време е обичайно журналистките да използват псевдоними, за да прикрият пола си, така че читателите да не ги дискредитират. Редакторът избира „Нели Блай“ по афро-американската главна героиня на популярната песен „Нели Блай“ на Стивън Фостър. Кохран първоначално възнамерява нейният псевдоним да бъде Nelly Bly, но редакторът ѝ написва Nellie по погрешка и грешката остава. Мадън отново е впечатлен и ѝ предлага работа на пълен работен ден.
Като журналистка Блай съсредоточава ранната си работа за вестника върху живота на работещите жени, като написва поредица от разследващи статии за работничките във фабрики. Тя скоро се запалва по разследващата журналистика. През 1884 г. е един от малкото журналисти, които интервюират Белва Ан Локууд –̟ първата жена кандидат-президент на САЩ. Въпреки това вестникът скоро получава оплаквания от собствениците на фабрики относно нейното писане и тя е пренасочена към женските страници, за да отразява модата, обществото и градинарството – обичайната роля за журналистка, от което обаче тя е недоволна. 21-годишната Блай е решена „да направи нещо, което никое момиче не е правило преди“.
През 1886 г., уморена от натиска на индустриалците, които не искат тя да се занимава с профсъюзни и трудови въпроси, тя се мести в Мексико като чуждестранна кореспондентка. Прекарва почти половин година в репортажи за живота и обичаите на мексиканския народ. Нейните материали по-късно са публикувани под формата на книга като „Шест месеца в Мексико“ (Six Months in Mexico). В един репортаж тя протестира срещу лишаването от свобода на местен журналист за критика на мексиканското правителство, тогава диктатура при Порфирио Диас. Когато мексиканските власти научават за това, я заплашва с арест, което я кара да избяга от страната. Безопасно у дома, тя обвинява Диас, че е тираничен цар, който потиска мексиканския народ и контролира пресата.

### Работа за Пулицър
Натоварена да прави отново репортажи за театър и изкуство, Блай напуска в. „Питсбърг Диспач“ през 1887 г. и се мести в Ню Йорк. Получава отказ след отказ, тъй като редакторите на новинарски вестници нямат намерение да наемат жена. Без пукната пара след четири месеца, тя си проправя път в офисите на вестника на Джоузеф Пулицър „Ню Йорк Уърлд“. Пулицър ѝ дава задача под прикритие, заради която Блай се съгласява да се преструва на луда, за да разследва съобщенията за бруталност и небрежност в Женската лудница на о-в Блекуел – днешния о-в Рузвелт, разположен североизточно от Манхатън. За нея не е лесно да влезе тамː първо тя решава да се настани в пансиона „Временни домове за жени“. Остава будна цяла нощ, за да си придаде ококорения вид на обезпокоена жена, и започва да отправя обвинения, че другите пансионери са луди. Отказва да си легне и в крайна сметка изплашва толкова много останалите гости, че полицията е извикана да я отведе до близката сграда на съда. Веднъж прегледана от полицай, съдия и лекар, Блай е отведена в болницата Белвю за няколко дни, а след оценка е изпратена с лодка до остров Блекуел.
Блай става пряка свидетелка на ужасните условия на лечение на пациентите. След 10 дни тя е изписана благодарение на намесата на нейния вестник, а нейното разследване публично описва заведението като по-скоро място за задържане, отколкото за лечение. Тя го нарича „хуманен капан за мишки... Лесно е да влезете, но веднъж там е невъзможно да излезете“. Храната е лоша, а студените бани, лошата хигиена и малтретирането са правило. Освен това заедно с пациентите, действително страдащи от психиатрични патологии, са интернирани и бедни емигрантки и здрави жени, отхвърлени от семействата си. Когато разследването, общоизвестно с името на книгата, която се основава на него – „Десет дена в лудницата“ (Ten Days in a Mad-House), е публикувано във вестника, то предизвиква голям отзвук, дотолкова че са взети мерки и субсидии са увеличени, за да се подобрят условията на пациентите. Тази особена форма на журналистика под прикритие, насочена към влизане в иначе недостъпни среди, започва да се разпространява и благодарение на Блай, която по този начин се превръща в еталонен модел за много заинтересовани от журналистическата кариера. Блай оказва значително влияние върху американската култура и хвърля светлина върху преживяванията на маргинализираните жени отвъд границите на лудницата, когато поставя началото на ерата на разследващите журналистки (т. нар. stunt girls – „каскадьорки“).
През 1893 г. Блай използва статута на знаменитост, получен след книгата ѝ за лудницата, за да насрочи ексклузивно интервю с предполагаемата луда серийна убийца Лизи Холидей.
Биографът ѝ Брук Крьогер твърди:
| „                                                                           | Нейната поредица от две части през октомври 1887 г. бе сензация, като на практика постави началото на десетилетието на „каскадьорските“ или „детективски“ репортажи, явен предшественик на разследващата журналистика и едно от нововъведенията на Джоузеф Пулицър, което помогна за създаването на „Новата журналистика“ от 80-те и 90-те години на 20 век под негово име. Наемането на „момичета-каскадьорки“ често е било отхвърляно като трик за увеличаване на тиража на сензационната преса. Въпреки това жанрът предостави на жените и първата им колективна възможност да демонстрират, че като класа притежават уменията, необходими за най-високо ниво на генерален репортаж. Момичетата каскадьори, с Блай като техен прототип, са първите жени, навлезли в мейнстрийма на журналистиката през ХХ век. | “ |
| Kroeger, Brooke (February 2000). „Bly, Nellie“. American National Biography | |   |

Впоследствие Блай се занимава, наред с други неща, с експлоатацията на работниците, нежеланите деца, условията на труд на камериерките и живота, воден в благотворителна институция.

#### Около света за 72 дни
През 1888 г. Блай има идеята да реализира това, което френският писател Жул Верн си е представял в една от най-известните си книги „Около света за 80 дни“. Тя убеждава Пулицър, не без затруднения, да ѝ помогне да направи пътуването за по-малко от 80 дни. Година по-късно, в 9:40 ч. сутринта на 14 ноември 1889 г. и с двудневно предизвестие тя се качва на борда на парахода Аугуста Виктория в Хоубоукън, Ню Джърси, и започва своето пътуване от 40 070 км. За да поддържа интереса към историята вестник „Ню Йорк Уърлд“ организира конкурс, в който читателите са помолени да отгатнат времето на пристигане на Блай с точност до секундата, като Голямата награда се състои първо в пътуване до Европа и по-късно в харчене на пари за пътуването.
По време на околосветското си пътуване Блай отива в Европа, Япония, Китай, Хонконг и Цейлон. Докато е във Франция, тя спира в Амиен, където живее Жул Верн. Срещата с известния писател е уредена от Робер Шерар, парижки кореспондент на в. „Ню Йорк Уърлд“. Блай пристига в Амиен на 22 ноември в 16:00 ч. и е посрещната от Верн, придружен от съпругата му Онорин и от самия Шерар, който изпълнява ролята на преводач. Верн намира Блай за „млада, хубава и слаба като клечка“. Той я приема в кабинета си, където тя го интервюира (интервюто е публикувано по-късно, докато Блай е в Азия), след което заминава за Кале, където в последния момент взима влака за Италия с дестинация Бриндизи.
На 25 януари 1890 г. в 15:51 ч. Блай пристига в Ню Йорк, завършила околосветската обиколка за 72 дни, 6 часа, 11 минути и 14 секунди, пътувайки с кораб, влак и на гърба на магаре. Тогава това е абсолютен рекорд за времето, надминат няколко месеца по-късно от Джордж Франсис Трейн. Нейният дневник „Около света за 72 дни“ (Around the World in Seventy-two Days) има голям успех сред обществеността: тя става известна по целия свят. Блай е и първата жена, обиколила света сама, и става модел за еманципация на жените.

### Авторка на романи
След фанфарите от околосветското си пътуване Блай напуска репортерството и започва доходоносна работа, като пише поредица романи за седмичника „Ню Йорк Фемили Стори Пейпър“ на издателя Норман Мънро. Първите глави от „Ева авантюристката“, основаващи се на реалния процес на Ева Хамилтън, излизат преди Блай да се върне в Ню Йорк. Между 1889 и 1895 г. тя написва единадесет романа. Тъй като оцеляват малко екземпляри от вестника, тези романи се смятат за изгубени до 2021 г., когато авторът Дейвид Бликст обявява откриването им в британския седмичник на Мънро „Ландън Стори Пейпър“. През 1893 г., въпреки че все още пише романи, Блай се връща към репортажите за вестника на Пулицър.

### По-нататъшни години
През 1895 г. 31-годишната Блай се омъжва за 73-годишния бизнесмен милионер Робърт Сийман. Поради влошеното здраве на съпруга си тя напуска журналистиката и го наследява начело на компанията Iron Clad Manufacturing Co., която произвежда стоманени контейнери като кутии за мляко и бойлери. Сийман умира през 1904 г. Същата година компанията започва производството на стоманен варел, който е моделът на 55-галоновия варел за петрол, който все още се използва широко в Съединените щати. Има твърдения, че Блай е изобретила варела, но изобретателят е регистриран като Хенри Верхан (Щатски патенти 808,327 и 808,413). Самата Блай също е изобретателка, като получава Щатски патент 697 553 за нова кутия за мляко и Щатски патент 703 711 за контейнер за боклук, и двата под нейното омъжено име „Елизабет Кохран Сийман“. За известно време тя е една от водещите жени индустриалци в Съединените щати. Но нейната небрежност и злоупотребата на управител на фабриката довеждат до фалита на компанията през 1914 г.
Обратно към журналистиката, Блай отразява шествието за избирателно право на жените от 1913 г. за в. „Ню Йорк Ивнинг Джърнъл“. Заглавието на статията ѝ е „Суфражетките са над мъжете“ ("Suffragists Are Men's Superiors") и в текста си тя точно прогнозира, че жените в Съединените щати ще получат право на глас през 1920 г.
Блай пише репортажи за Източния фронт на Европа по време на Първата световна война. Тя е първата жена и един от първите чужденци, посетили зоната на военни действия между Сърбия и Австрия. Тя изпраща репортажи до в. „Ню Йорк Ивнинг Джърнъл“ от руския и сръбския фронт. Така Блай добавя сред рекордите си и този на първата жена военен кореспондент. Тя е арестувана, когато е объркана с британска шпионка.

### Смърт
На 27 януари 1922 г. 57-годишната Блай умира от пневмония в болницата „Сейнт Марк“ в Ню Йорк. Погребана е в скромен гроб в едно от най-голеите нюйоркски гробища – Удлоун в Бронкс. Няколко седмици преди смъртта си тя казва: „Никога не съм написала дума, която да не идва от сърцето ми. И никога няма да направя противното." 

## Памет
През 1998 г. Блай е въведена в Националната зала на женската слава на САЩ.
През 2002 г. тя е един от четиримата журналисти, удостоени с пощенска марка на САЩ в поредицата „Жените в журналистиката“.
През 2019 г. Оперативната корпорация на остров Рузвелт кани художници да създадат арт инсталацията „Мемориал на Нели Блай“ на о-в Рузвелт. Печелившото предложение, The Girl Puzzle („Момичешката загадка“) от Аманда Матюс, е обявено на 16 октомври 2019 г. То е отворено за обществеността през декември 2021 г.
Нюйоркският пресклуб връчва годишна журналистическа награда Nellie Bly Cub Reporter, за да признае най-добрите журналистически усилия на лице с три години или по-малко професионален опит.
Блай е тема на мюзикъла на Бродуей от 1946 г. „Нели Блай“ от Джони Бърк и Джими Ван Хойзен. Спектакълът има 16 представления.
През 90-те години американската драматуржка Лин Шрихте пише и прави турне с Did You Lie, Nellie Bly? („Излъга ли, Нели Блай?“) – моноспектакъл за Блай.
Премиерата на опера, основана на „Десет дена в лудницата“, се състои във Филаделфия, Пенсилвания, през септември 2023 г. Музиката е на Рене Орт, а либретото е на Хана Москович.
Блай е представена в игралните филми „Приключенията на Нели Блай“ (The Adventures of Nellie Bly) (1981), „10 дни в лудница“ (10 Days in a Madhouse) (2015) и „Бягство от лудницата: Историята на Нели Блай“ (Escaping the Madhouse: The Nellie Bly Story) (2019). През 2019 г. Центърът за разследващи репортажи пуска Nellie Bly Makes the News – кратък анимационен биографичен филм. Измислена версия на Блай като мишка на име Нели Бри се появява като централен герой в анимационния детски филм „Американска приказка: Мистерията с Нощното чудовище“ (An American Tail: The Mystery of the Night Monster).
Ан Хелм играе Нели Блай в телевизионния епизод „Убийството на Джони Лаш“ от 21 ноември 1960 г. на американския телевизионен уестърн сериал „Приказки за Уелс Фарго“ (Tales of Wells Fargo). Джулия Дъфи играе Блай в епизод от 10 юли 1983 г. „Джак се завърна“ на американския научно-фантастичен сериал Voyagers!. Героинята Лана Уинтърс (в ролятаː Сара Полсън) в „Зловеща семейна историяː Лудница“ е вдъхновен от опита на Блай в лудницата.
Блай се появява в еп. 5 от сезон 2 на американския политически тв сериал „Западното крило“ (The West Wing), в който първата дама Аби Бартлет посвещава мемориал в Пенсилвания в чест на Нели Блай и убеждава президента да спомене нея и други женски исторически фигури по време на седмичното си радиообръщение.
Блай е обект на два епизода от сериала на Комеди Сентрал „Пияна история“ (Drunk History). Епизодът от втория сезон „Ню Йорк Сити“ представя нейните подвизи под прикритие в лудницата на остров Блекуел, докато епизодът от третия сезон „Журналистика“ преразказва историята на нейното околосветско пътешествие срещу Елизабет Бисланд. 
На 5 май 2015 г. търсачката Гугъл създава интерактивен „Google Doodle“ за Блай; за „Google Doodle“ Карън О написва, композира и записва оригинална песен за Блай, а Кейти Бай създава анимационен комплект по музиката на Карън О.
Историята на Блай е адаптирана в аудиодрама за „Доктор Кой“ от Big Finish Productions, издадена на 8 септември 2021 г. – „Опасностите на Нели Блай“ ̈(The Perils of Nellie Bly) е втората история в поредица от три истории и е написана от Сара Уорд. Ролята на Нели е изиграна от актрисата Сидни Федър.
Блай е представена като главна героиня в романите на Дейвид Бликст ("What Girls Are Good For - A Novel Of Nellie Bly"), Маршал Голдбърг ("The New Colossus"), Дан Йоргенсен ("And the Wind Whispered"), Карол Макклиъри ("No Job for a Lady"), Мая Родейл ("The Mad Girls of New York: A Nellie Bly Novel"), Кристин Конвърс ("Bedlam Stories") и Луиза Трегер ("Madwoman"). Бликст също се появява на 10 март 2021 г. в епизод на подкаста Broads You Should Know като експерт по Нели Блай.
Измислен разказ за околосветското пътешествие на Блай е използван в комикса от 2010 г. „Джули Уокър е фантомът“ (Julie Walker Is The Phantom), публикуван от изд. „Мунстоун Букс“ (история: Елизабет Маси, рисунки: Пол Дейли).
Блай е една от 100-те жени, включени в първата версия на книгата „Истории за лека нощ за момичета бунтарки“ (на бълг. издадена от изд. „Хермес“ през 2017 г.), написана от Елена Фавили и Франческа Кавало.
Настолната игра Round the World with Nellie Bly („Около света с Нели Блай“), създадена през 1890 г., е кръстена в знак на признание за нейното пътуване.

Увеселителният парк „Нели Блай“ в Бруклин, Ню Йорк, е кръстен на нея, като темата му е „Около света за осемдесет дни“. Паркът е отворен отново през 2007 г. под ново ръководство, преименуван на „Увеселителен парк на приключенците“ ("Adventurers Amusement Park").
- Парен влекач, кръстен на Блай, служи като пожарна лодка в Торонто, Онтарио, Канада
- Кутия на настолната игра от 1890 г. Round the World with Nellie Bly

Голям вид тарантула от Еквадор, Pamphobeteus nellieblyae Sherwood et al., 2022 г., е наречена в нейна чест от арахнолози.
Пожарна лодка на име Нели Блай оперира в Торонто, Канада, през първото десетилетие на 20 век. От началото на 20 век до 1961 г. Пенсилванската железница обслужва експресен влак, наречен Нели Блай, по маршрут между Ню Йорк и Атлантик Сити, заобикаляйки Филаделфия.

## Творчество
Приживе Нели Блай публикува три документални книги (компилации от нейни репортажи във вестниците) и един романː
- Bly, Nellie. Ten Days in a Mad-House.   New York, Ian L. Munro, 1887.
- Bly, Nellie. Six Months in Mexico.   New York, American Publishers Corporation, 1888.
- Bly, Nellie. The Mystery of Central Park.   New York, G. W. Dillingham, 1889.
- Bly, Nellie. Nellie Bly's Book: Around the World in Seventy-two Days.   New York, The Pictorial Weeklies Company, 1890.

Между 1889 и 1895 г. тя написва дванадесет романа за The New York Family Story Paper. Смятани за изгубени, романите са издадени в книжно тяло едва през 2021 г., когато са преоткрити.
- Eva The Adventuress (1889)
- New York By Night (1890)
- Alta Lynn, M.D. (1891)
- Wayne's Faithful Sweetheart (1891)
- Little Luckie, or Playing For Hearts (1892)
- Dolly The Coquette (1892)
- In Love With A Stranger, or Through Fire And Water To Win Him (1893)
- The Love Of Three Girls (1893)
- Little Penny, Child Of The Streets (1893)
- Pretty Merribelle (1894)
- Twins & Rivals (1895)

### Онлайн
- Биография на enciclopediadelledonne.it
- Sara Mostaccio, Il giro del mondo in 72 giorni di Nellie Bly, la prima donna a compierlo da sola sfidando ogni record
- Nellie Bly: donna e giornalista di coraggio per amore della verità e della giustizia
- Nellie Bly, la pioniera della comunicazione al femminile
- Nellie Bly, la prima donna che girò il mondo in settanta giorni
- Lady Travellers, на Rai
- Nellie and other 19th-century writers, на pbs.org